# الحروب الفرنسية الهوفية
تضمنت الحروب الفرنسية الهوفية أو الحروب الفرنسية الملغاشية (بالفرنسية: Expédition de Madagascar)‏ تدخلين عسكريين فرنسيين في مدغشقر بين عامي 1883 و1896. أطاحت هذه الحروب بالملكية الحاكمة لمملكة ميرينا، وانتهت باستيلاء المستعمرين الفرنسيين على جزيرة مدغشقر. يشير مصطلح «هوفا» (Hova) إلى طبقة من الشعب تنتمي إلى بنية ميرينا الاجتماعية.

## الحرب الفرنسية الهوفية الأولى
غزت فرنسا مدغشقر في عام 1883 ساعيةً إلى استعادة الامتيازات الملغاة، فيما يُعرف اليوم باسم الحرب الفرنسية الهوفية الأولى. توقفت الحرب بعد التوقيع على معاهدة تاماتاف في يناير من عام 1886. تنازلت مدغشقر لفرنسا عن أنتسيرانانا (دييغو-سواريز) على الساحل الشمالي لصالح فرنسا ودفعت غرامةً كبيرةً قدرها 10 ملايين فرنك فرنسي. تضمنت المعاهدة «رسالةً إرشاديةً» لتوضيح المعاهدة، ولكنها لم تُقدم أبدًا في البرلمان الفرنسي عندما صوتوا للتصديق على المعاهدة. منحت المعاهدة فرنسا السيطرة على السياسة الخارجية الملغاشية بشكل مطلق، واستخدمت الحكومة الفرنسية هذه السلطة لزيادة سيطرتها على الإقليم، ولكن لم يُعلن عن المحمية بشكل رسمي قط.

## انتهاء ملكية ميرينا
في البداية سُمح لرانافالونا وحكومتها بالبقاء في الحكومة كرؤساء اسميين في المناسبات. تحدت انتفاضة شعبية أُطلق عليها اسم تمرد مينالامبا الحكم الفرنسي منذ لحظة الاستيلاء الأولى على العاصمة. قاد عامة الشعب القتال، وخاصةً أفراد شعب مملكة إيمرينا، الذين لم يرفضوا الحكم الفرنسي فقط بل والمسيحية وتأثير الأوروبيين على حكام ميرينا أيضًا. أخمد الجنرال غالياني التمرد بصعوبة بعد أكثر من عام من بدئه. قررت الحكومة الفرنسية أن الحاكم المدني غير قادر على ضمان النظام وخضوع شعب مدغشقر، وهكذا خُلعت الملكة في عام 1897، وحُلت ملكية ميرينا التي استمرت مئة وثلاثة أعوام، وشُكلت حكومة عسكرية برئاسة غالياني. نُفيت الملكة رانافالونا الثالثة إلى لا ريونيون ثم إلى الجزائر، حيث توفيت في منفاها هناك في عام 1917 وفيها دُفنت، دون السماح لها بالعودة إلى مدغشقر.